# Santo do pau oco
Santo do pau oco é uma expressão popular utilizada no Brasil (e também noutras regiões da Lusofonia, nomeadamente, em Portugal) para designar pessoas dissimuladas, cuja origem mítica é derivada de aspectos históricos.
Segundo o imaginário popular, o santo do pau oco era, nas regiões mineradoras brasileiras e durante o período colonial, um símbolo do contrabando do ouro em pedra ou pó de diamantes, ou seja, as imagens devocionais eram utilizadas como esconderijo aos olhos do fisco. Governadores, escravos e clérigos estavam envolvidos nesse tipo de contrabando.
Essa versão é tida como lenda, assim como muitas histórias em Minas derivadas desse tipo de imagem, com pouca comprovação dessa utilização. Provavelmente, esse tipo de imagem era feito pelos mesmos motivos que na Europa, onde, desde a Idade Média, as esculturas em madeira eram escavadas para que as peças rachassem menos e ficassem mais leves.
Segundo o professor Meneses de Oliva, do Museu Histórico Nacional, citado por Antenor Nascentes em seu livro Tesouro da Fraseologia Brasileira, a expressão se origina da descoberta, na cidade de Salvador, de imagens ocas de santos, que vinham de Lisboa recheadas de dinheiro falso.